# 阿部正備
阿部 正備（あべ まさかた）は、江戸時代後期の大名。陸奥白河藩の第4代藩主。官位は従五位下・能登守。忠秋系阿部家12代

## 略歴
文政6年（1823年）、肥前国大村藩主・大村純昌の五男として誕生する。天保9年（1838年）5月12日に先代藩主・阿部正瞭が亡くなったため、養子となり同年6月28日に跡を継ぎ、従五位下・能登守に叙任された。天保14年（1843年）9月、奏者番になったが、弘化4年（1847年）に辞任する。
翌嘉永元年（1848年）5月10日に隠居し、養子の正定に家督を譲った。明治7年（1874年）、52歳で死去した。

## 系譜
父母
- 大村純昌（実父）
- 阿部正瞭（養父）

正室
- 教 ー 内藤頼寧の娘

子女
- 阿部資満（長男）
- 貞子（長女） ー 道子のち貞子。伊予国西条藩主松平頼英正室。のち離縁。
- 幸 ー 阿部正静継室後に京極高典正室後に大久保忠礼継々室
- 内藤政養正室
- 多子 ー 土方雄志正室
- 山田某室

養子
- 阿部正定 ー 阿部正蔵の長男